# Mirachelus urueuauau
Mirachelus urueuauau is een slakkensoort uit de familie van de Chilodontaidae. De wetenschappelijke naam van de soort is voor het eerst geldig gepubliceerd in 2009 door Absalão.